# Около дома Станиславского
Театр «Около дома Станиславского» — российский театр, расположенный рядом с домом-музеем Станиславского. Художественный руководитель — Ю. Н. Погребничко.

## История
История театра начинается с 1970 года, когда В. С. Спесивцев открыл собственную любительскую драматическую Студию. В 1975 году театр перенесли с дальних районов Москвы в Вознесенский переулок, он расположился в здании особняка середины XIX века. С 1976 года заведение носило название Московский молодёжный театр-студия на Красной Пресне. В нём В. Спесивцев ставил такие спектакли, как «Я пришёл дать вам волю» Шукшина, «Прощание с Матерой» В. Распутина, «Аты-баты, шли солдаты» Б. Васильева. Широкую известность получили его так называемые «спектакли в электричках». Чтобы приобрести билеты на представления, люди могли ждать до месяца.
В 1987 году после того, как Спесивцев ушёл в Театр киноактёра, новым художественным руководителем театра был назначен Ю. Н. Погребничко. В 1988 году театр получил своё нынешнее название — «Около дома Станиславского». Этим названием он обязан соседству с домом-музеем основателя Художественного театра.
Собственный режиссёрский стиль Ю. Н. Погребничко определил новое направление спектаклей театра. Представления Погребничко характеризуются умением режиссёра любую, в том числе классическую пьесу сыграть необычно по-новому. Среди постановок: «Нужна драматическая актриса» (по пьесе А. Н. Островского «Лес», 1988), «Старший сын /3-я версия/» (по пьесе А. В. Вампилова «Предместье», 1988), «Вчера наступило внезапно, Винни-Пух или Прощай, Битлз» (1989), «Три сестры/Я вас не помню собственно» А. П. Чехова (1990), «Когда я творил, я видел перед собою только Пушкина» (по пьесе Н. В. Гоголя «Женитьба», 1992), «Вот тебе и театр… и дальше пустое пространство» (по пьесе Чехова «Чайка», 1993), «Три мушкетёра» (по мотивам произведения А. Дюма, 1994), «Русская тоска» (1994), «Предпоследний концерт Алисы в стране чудес» (2003), «Портрет Мадонны» (2014), «Перед киносеансом» (2002), «Оккупация — милое дело» (2010), «Чевенгур» (2015), «Магадан/ Кабаре» (2016).

## Награды
- Благодарность Министра культуры Российской Федерации (23 октября 2003 года) — за большой вклад в развитие театрального искусства и в связи с 15-летием со дня основания[1].